# Голембевский, Мариан
Мариан Голембевский (пол. Marian Gołębiewski; 22 сентября 1937, Тшебухув — 11 марта 2024) — польский католический священник, епископ Кошалина-Колобжега в 1996—2004 годах, митрополит-архиепископ Вроцлава в 2004—2013 годах.
Родился 22 сентября 1937 года в селе Тшебухув. В 1952—1956 годах учился в Малой Духовной семинарии Св. Яна Длугоша во Влоцлавеке. В 1956 году заочно сдал государственный экзамен на аттестат зрелости в средней школе Яна Матейко в Познани. В 1956—1962 годах изучал философию и теологию в Высшей духовной семинарии во Влоцлавеке.
Рукоположен в сан священника 24 июня 1962 года Антонием Павловским, епископом Влоцлавека, в кафедральном соборе. В 1966—1968 годах изучал Священное Писание на теологическом факультете Люблинского католического университета, по окончании которого получил степень магистра и лиценциата теологии. С 1969 по 1971 год продолжил изучение Библии в Папском библейском институте в Риме, получив степень лиценциата по библейским наукам. В 1976 году получил докторскую степень, которая была нострифицирована в Люблинском католическом университете.
В 1992/1993 учебном году стипендиат Католического института в Париже. В 1994 году в Академии католической теологии в Варшаве на основе своих научных достижений и диссертации «Гимны самовосхваления Яхве во Второисайе (40-48)» получил степень доктора богословских наук.
В 1962—1964 годах викарий в приходе Св. Николая и Доброго Пастыря в Слесине, затем в 1964—1966 годах служил в приходе Успения Пресвятой Богородицы в Здуньска-Воля. В структурах Влоцлавской епархии являлся членом священнического совета и коллегии консультантов, судьей епископского суда (1978—1989) и просинодальным экзаменатором (с 1982).
С 1976 года преподавал в Высшей духовной семинарии во Влоцлавеке. Читал лекции по Ветхому Завету и преподавал иврит, греческий, латынь и английский языки. В 1981—1982 годах проректор по учебной части, а в 1983—1992 годах — ректор Влоцлавской духовной семинарии.
Также преподавал в Высшей теологической семинарии миссионеров Святого Духа в Быдгоще, в Пастырском институте и Институте высшей религиозной культуры во Влоцлавеке. С 1979/1980 учебного года работал в Академии католической теологии в Варшаве. В 1983 году стал доцентом кафедры Ветхого Завета. С 1994 года заведующий кафедрой библеистики Ветхого Завета, а со следующего года — заведующий кафедрой библейской филологии. С 1998 года доцент теологического факультета Университета имени Адама Мицкевича в Познани.
20 июля 1996 года папа Иоанн Павел II назначил его епископом Кошалинско-Колобжегской епархии. 31 августа того же года рукоположен в епископский сан в Кошалинском кафедральном соборе. Главным ординатором был апостольский нунций в Польше архиепископ Юзеф Ковальчик, которому сослужили митрополит Гнезненский Генрик Мушинский и Мариан Пшикуцкий, митрополит Щецин-Каменский. 8 сентября провёл инаугурацию в соборе в Колобжеге. Принял слова «Ad imaginem Tuam» (По образу и подобию Твоему) в качестве своего епископского девиза.
3 апреля 2004 года, после того как Иоанн Павел II принял отставку Генрика Гульбиновича, был назначен митрополитом-архиепископом Вроцлава. 18 мая 2013 года папа Франциск принял его отставку с этого поста и поручил ему функции апостольского администратора архиепархии до тех пор, пока его преемник канонически не вступит в должность.
Рукоположил в сан викарного епископа Вроцлава Анджея Семеневского (2006), а также участвовал в рукоположении викарных епископов Свидницы Адама Балабуха (2008) и Легницы — Марека Мендыка (2009).
В 2020 году обвинён в халатности при рассмотрении дел о сексуальном насилии над несовершеннолетними со стороны нескольких священников Кошалинско-Колобжегской епархии и Вроцлавской архиепархии. После этого Святой Престол приказал ему вести жизнь покаяния и молитвы и запретил участвовать в каких-либо публичных церемониях. В 2023 году Мариан Голембевский нарушил запрет, приняв участие в посвящении и интронизации епископа Гливице Славомира Одера.
Умер 11 марта 2024 года. Похоронен в крипте архикафедрального собора во Вроцлаве.